# Hope Masike
Hope Masike (Harare, Zimbabwe, 1984. szeptember 9. − ), zimbabwei zenész, énekesnő, táncosnő.

## Pályafutása
Hope a Zimbabwei Zeneművészeti Főiskolán etnomuzikológiát tanult, majd 2008-ban sikerrel jelent meg a zeneiparban.
Hope zenéje az afrikai kultúrán alapul, beleértve a frankofón és a portugál Afrikát is. Fontos számára őrizni a zenében az afrikai kultúrát, ugyanakkor korszerűen értelmezni és előadni a ma közönsége számára.
Ő volt 2013-ban a Zimbabwe National Arts Merit Awards (NAMA) a „Kiváló énekesnő” kategóriájának első nyertese. 2016-ban ismét jelölték a Kiváló Kiváló énekesnő kategóriában a NAMA-ért, és a legjobb videó kategóriának is jelöltje volt.
2014-ben a OneBeat ösztöndíjasa lett 2015-ben. Hope a „Bongile” című musical szereplője volt. A Monoswezi együttes énekese is.

## Albumok
- 2009: Hope
- 2012: Mbira, Love & Chocolate
- 2013: The Village
- 2017: A Je
- 2019: The Exorcism of a Spinster (Riverboat Records/ World Music Network